# آسه کلیولند
آسه کلیولند (انگلیسی: Åse Kleveland؛ زاده ۱۸ مارس ۱۹۴۹) یک موسیقی‌دان اهل نروژ است. وی از سال ۱۹۶۵ میلادی تاکنون مشغول فعالیت بوده‌است. 